# 아데오다투스

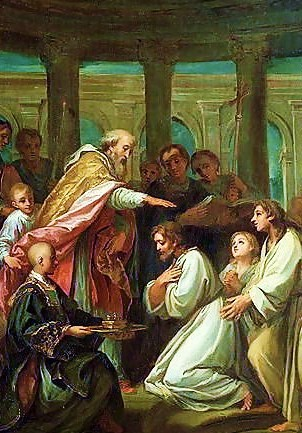

아데오다투스(372-?389)는 아우렐리우스 아우구스티누스가 자기 몸에서 얻은 유일한 혈육(血肉)이었다. 아우구스티누스는 카르타고에서 수사학을 공부하던 시절, 이름이 밝혀지지 않은 한 동거녀(同居女)를 만났는데, 그녀에게서 아데오다투스를 얻었다.
아데오다투스는 어거스틴의 교사론에서 어거스틴의 대화 상대자였다.
아우구스티누스는 그의 고백록 제9권 6장에서 아데오다투스에 대해 다음과 같은 말을 하였다.
우리가 쓴 책 가운데 <교사론>이란 것이 있나이다. 하온데, 거기서 나와 대화하는 자가 바로 아데오다투스니이다. 당신이 아시는 대로, 거기에 기록된 나의 대화 상대자의 생각은 모두 당시 16세밖에 되지 않았던 저의 생각이었나이다. 나는 저에게서 이보다 더 놀라운 일도 많이 발견했사오니, 저의 재능은 나에게 무서움마저 느끼게 할 정도였나이다. 당신이 아니면, 누가 이같이 놀라운 일을 행할 수 있었겠나이까?
당신은 저의 생명을 세상에서 일찍 거두어 가셨나이다. 그러므로 나는 저의 소년 시절이나, 청년 시절에 대해, 아니, 그의 생애 전체에 대해 아무 근심도 할 필요 없이, 오히려 안온(安穩)한 마음으로 저를 회상할 수 있나이다.
당신의 은혜라는 관점에서 우리와 같은 나이인 저를 우리는 우리와 한 그룹에 소속시켜 당신의 훈계로 양육하려 했나이다. 그리하여, 우리는 세례를 받았사온데, 그러고 나니, 과거 우리의 [그릇된] 삶으로 인한 고뇌가 [모두] 사라졌나이다.